# Svatý Didak
Svatý Didak nebo Diego (španělsky Diego de Alcalá, Diego de San Nicolás) (asi 1400, San Nicolás del Puerto, Sevillské království – 12. listopadu 1463, Alcalá de Henares, Toledské království) byl španělský františkánský laický bratr. Sloužil v první skupině misionářů na Kanárských ostrovech, které byly tehdy nově dobyty pro Kastilskou korunu. Katolickou církví je uctíván jako světec.

## Život
Didak se narodil kolem roku 1400 do chudé, ale zbožné rodiny v malé vesnici San Nicolás del Puerto v Sevillském království. Již v mládí přijal poustevnický život a žil pod vedením poustevnického kněze, který žil nedaleko jeho rodného města. Poté vedl život potulného poustevníka. Cítil se povolán k řeholnímu životu a požádal o přijetí do observantské (nebo reformované) větve Řádu menších bratří v klášteře v Albaidě. Byl poslán do kláštera v Arruzafa u Córdoby, kde byl přijat jako laik. Věnoval se zde různým řemeslným pracím.
Během let, kdy zde žil, se vydával do vesnic v oblastech kolem Córdoby, Cádizu a Sevilly, kde kázal lidem. V těchto městech si jej lidé dodnes připomínají.

## Misionář
Didak byl vyslán do nového kláštera řádu v Arrecife na ostrově Lanzarote, který je součástí Kanárských ostrovů. Tento ostrov asi 40 let předtím dobyl Jean de Béthencourt.
V roce 1445 byl Didak jmenován strážcem františkánské komunity na ostrově Fuerteventura, kde observantští františkáni brzy založili Klášter sv. Bonaventury. Zastával se původních obyvatel proti kolonizátorům, což uspíšilo jeho návrat do Španělska v roce 1449.
Ze Španělska pak odjel do Říma, aby se účastnil Svatého roku vyhlášeného papežem Mikulášem V. a byl přítomen svatořečení Bernardina ze Sieny. Kromě obrovských zástupů poutníků přijíždějících do Říma sem zamířily i tisíce mnichů, aby se zúčastnily oslav. Ve městě vypukla epidemie. Didak sloužil jako ošetřovatel a tři měsíce se staral o nemocné v klášteře u baziliky Santa Maria in Ara Coeli. Jeho životopisci zaznamenali zázračné vyléčení mnoha lidí, které navštěvoval se zbožnou přímluvou.
Poté byl znovu povolán do Španělska a představenými byl poslán do kláštera Santa María de Jesús v Alcalá. Zde strávil zbývající roky svého života v pokání, samotě a potěšení z rozjímání.
V Didakově rodišti byla v letech 1485 až 1514 postavena kaple nesoucí jeho jméno, ve které byly pochovány jeho ostatky.

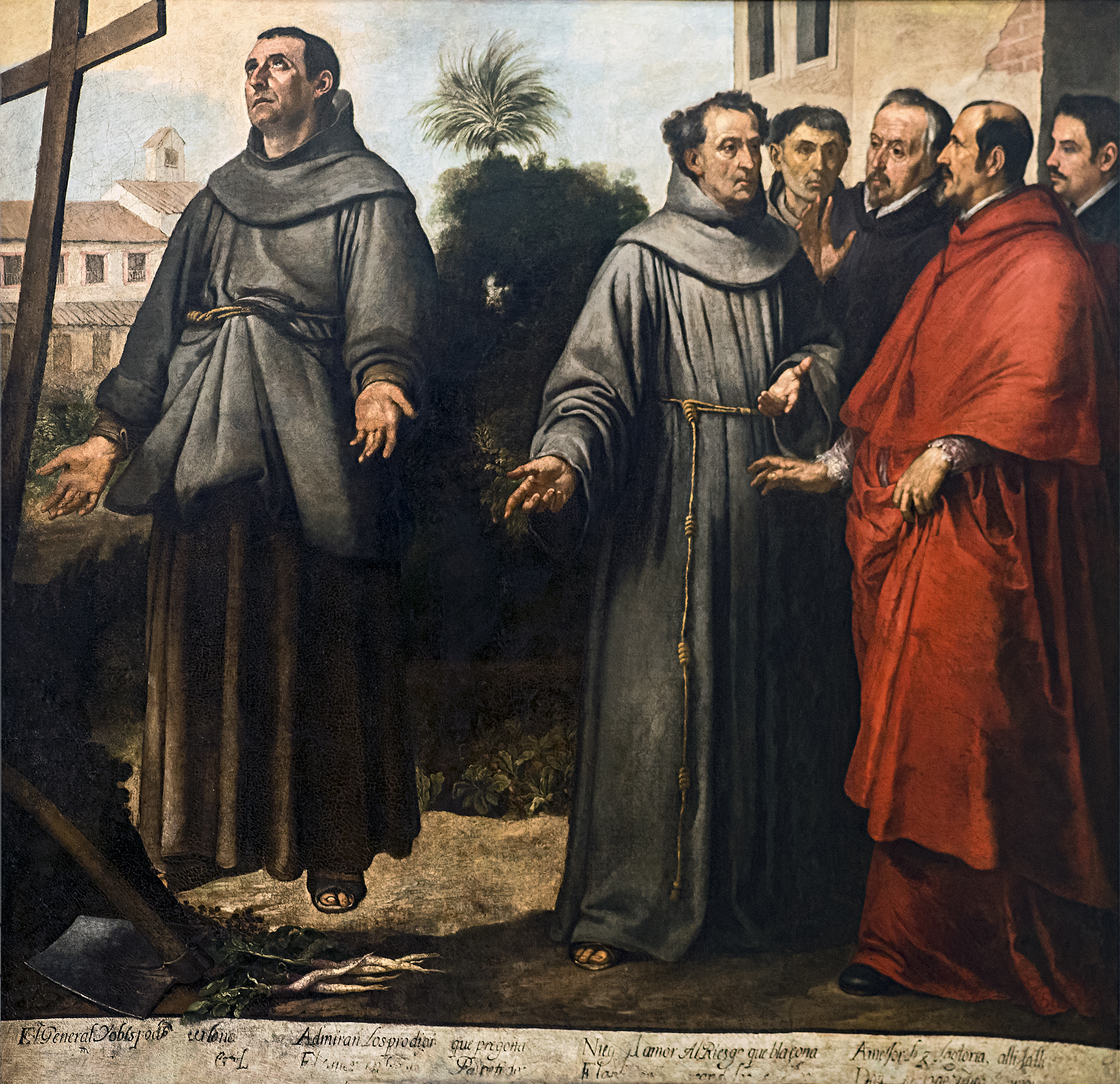
Svatý Didak v extázi před křížem, B. E. Murillo, 1645–46

Didak byl kanonizován papežem Sixtem V. v roce 1588, jako první laický bratr Řádu menších bratří. Jeho svátek se slaví 13. listopadu.

## San Diego
Didak je světec, kterému byla zasvěcena františkánská misie, z níž se rozvinulo město San Diego v Kalifornii. Je spolupatronem římskokatolické diecéze San Diego.